# Liste der Naturdenkmale in Leienkaul
Die Liste der Naturdenkmale in Leienkaul nennt die im Gemeindegebiet von Leienkaul ausgewiesenen Naturdenkmale (Stand 25. März 2024).

## Naturdenkmale
| Nr.         | Bezeichnung | Lage                                | Beschreibung                                     | Bild                          |
| ----------- | ----------- | ----------------------------------- | ------------------------------------------------ | ----------------------------- |
| ND-7135-399 | Die Rausch  | südlich des Ortes im Martental Lage | Wasserfall des Endertbaches; teilweise zu Büchel | mehr Fotos \| Fotos hochladen |